# Torneo Apertura 2015 (Chile)
El Campeonato Nacional de Primera División de la Asociación Nacional de Fútbol Profesional 2015-16 fue el segundo torneo del año 2015 de la Primera División del fútbol chileno y el primero de la temporada 2015-16, organizado por la Asociación Nacional de Fútbol Profesional de Chile (ANFP).
Colo-Colo con su nuevo entrenador José Luis Sierra Pando se coronó Campeón del Fútbol Chileno, obteniendo su título número 31, ganando las primeras 7 fechas, 4 derrotas y 4 victorias más. Es la tercera vez que un equipo se corona campeón sin empates, anteriormente fue Magallanes en los campeonatos de Primera División de Chile 1933 y Primera División de Chile 1935.
Colo-Colo ganó el campeonato de principio a fin. Desde la fecha uno, hasta la quince, con un técnico que rápidamente le impregnó su sello al equipo y un equipo que rápidamente se adaptó a la nueva dirección. Colo-Colo fue el mejor del semestre y del año 2015, clasificó a la Copa Libertadores 2016 y consigue su estrella número 31.
La novedad que presentó este torneo fue el regreso a la categoría de San Luis de Quillota, que se coronó campeón de la Primera B 2014-15 y que volvió a la Primera División, después de 4 años y medio de ausencia, en reemplazo de Ñublense, Barnechea y Cobreloa (descendió por primera vez en su historia), que descendieron de la tabla de coeficiente de rendimiento, apenas terminó el Torneo Clausura 2015. El defensor del título era Cobresal, que resultó campeón por primera vez en su historia en el torneo anterior, superando por apenas 2 puntos al subcampeón, que fue el elenco de Colo-Colo. Este torneo fue uno de los torneos con peor asistencia de público a los estadios, varios encuentros no tuvieron asistencia mayor a las mil personas mientras que los 3 considerados grandes del fútbol chileno no superaron las veinte mil personas en ninguna fecha. Esto resultó en un pobre promedio de 4.686 personas por partido. Durante el desarrollo del torneo se vio reflejado el descontento del público tanto por el alza en el precio de las entradas como por la mala implementación del plan Estadio Seguro, grandes incidentes ocurrieron en los encuentros de Universidad de Chile con Rangers, Everton con Santiago Wanderers, Audax Italiano con Universidad Católica y Santiago Wanderers con Colo Colo. También el torneo estuvo marcado por los casos de corrupción en el que se vio implicado la ANFP y algunos clubes del fútbol chileno, los cuales recibieron préstamos a un monto mayor del permitido.

## Sistema de campeonato
Se jugaron 15 fechas, disputadas bajo el sistema conocido como todos contra todos, en una sola rueda. En este torneo se observó el sistema de puntos, de acuerdo a la reglamentación de la Internacional F.A. Board, asignándose tres puntos, al equipo que resulte ganador; un punto, a cada uno en caso de empate; y cero punto al perdedor.
El orden de clasificación de los equipos, se determinó en una tabla de cómputo general, de la siguiente manera:
- A) Mayor cantidad de puntos obtenidos;
- B) Mayor diferencia entre los goles marcados y recibidos; en caso de igualdad;
- C) Mayor cantidad de partidos ganados; en caso de igualdad;
- D) Mayor cantidad de goles convertidos; en caso de igualdad;
- E) Mayor cantidad de goles de visita marcados; en caso de igualdad;
- F) Menor cantidad de tarjetas rojas recibidas; en caso de igualdad;
- G) Menor cantidad de tarjetas amarillas recibidas; en caso de igualdad;
- H) Sorteo.

En cuanto al campeón del torneo, se definió de acuerdo al siguiente sistema:
- A) Mayor cantidad de puntos obtenidos; en caso de igualdad;
- B) Partido de definición en cancha neutral.

En caso de que la igualdad sea de más de dos equipos, esta se dejaba reducida a dos clubes, de acuerdo al orden de clasificación de los equipos determinado anteriormente.

## Clasificación a torneos internacionales
Copa Libertadores de América 2016
El campeón de este torneo obtuvo el derecho a participar en la Copa Libertadores 2016, obteniendo el cupo de Chile 2. Por su parte, el cupo de Chile 3 para la Copa Libertadores 2016, se lo adjudicó el equipo campeón de la Copa Chile 2015.
Copa Sudamericana 2016
El ganador de la final de la Liguilla de este torneo obtuvo automáticamente el cupo de Chile 1, clasificando a la Copa Sudamericana 2016. Se clasificará como Chile 3 para la Copa Sudamericana 2016 el equipo que obtenga el Mayor Puntaje en la Tabla General Acumulada Temporada 2015-16.

## Descenso
Finalizados los torneos de apertura y clausura, los clubes que se ubiquen en las posiciones 15.ª y 16.ª de la tabla anual de la Temporada 2015-2016, descenderán en forma automática a la Primera B y ascenderán 2 equipos de la Primera B a la Primera División y se evalúa la posibilidad, de que regrese la Liguilla de Promoción. Los ascensos y descensos, se harán efectivos a partir de la temporada siguiente, a aquella en que se produjeron.
En el evento que durante el desarrollo del campeonato, un equipo fuese sancionado por un órgano competente de la ANFP o externo y producto de esa sanción, se determinará su suspensión y/o descenso a la categoría inmediatamente inferior, este equipo ocupará el último lugar de la tabla general, que decreta el descenso a Primera B en la Temporada 2016-17.
Producido el hecho señalado en el artículo precedente, respecto a los puntos disputados o por disputar que correspondan con el equipo sancionado, si la suspensión, descenso o desafiliación, se produce en el transcurso del campeonato, los puntos disputados o por disputarse por el equipo sancionado y los equipos que jugaron o jugarán con él, se considerarán como nulos.

## Relevos
| Pos | a Primera División 2015-16 |
| --- | -------------------------- |
| 1.º | San Luis                   |

| Pos  | a Primera B 2015-16 |
| ---- | ------------------- |
| 16.º | Ñublense            |
| 17.º | Cobreloa            |
| 18.º | Barnechea           |

## Árbitros
Esta es la lista de árbitros del Torneo Apertura 2015 de la Primera División. En la tabla se muestran los nombres de cada árbitro con sus respectivos partidos dirigidos, así como también se detallan las tarjetas amarillas y rojas mostradas, y los penales sancionados. Los árbitros César Deischler, Francisco Gilabert y Felipe González, fueron los nuevos árbitros seleccionados para la Primera División, reemplazando a Patricio Blanca, Claudio Aranda y Carlos Rumiano, que pasaron a arbitrar en la Primera B.
| Árbitro            | Árbitro FIFA | Partidos dirigidos | Tarjetas amarillas | Tarjetas rojas | Penales cobrados |
| Cristián Andaur    |              | 9                  | 30                 | 2              | 2                |
| Franco Arrué       |              | 6                  | 32                 | 1              |                  |
| Julio Bascuñán     |              | 10                 | 46                 | 1              | 1                |
| César Deischler    |              | 6                  | 31                 | 3              | 2                |
| Eduardo Gamboa     |              | 10                 | 52                 | 4              | 2                |
| Francisco Gilabert |              | 9                  | 38                 | 2              | 2                |
| Felipe González    |              | 9                  | 53                 | 4              | 4                |
| Angelo Hermosilla  |              | 3                  | 17                 |                | 1                |
| Piero Maza         |              | 7                  | 33                 | 4              | 2                |
| Jorge Osorio       |              | 10                 | 46                 | 3              | 5                |
| Enrique Osses      |              | 9                  | 50                 | 3              | 8                |
| Patricio Polic     |              | 10                 | 46                 | 8              | 4                |
| Claudio Puga       |              | 7                  | 30                 | 4              |                  |
| Roberto Tobar      |              | 6                  | 24                 | 2              | 4                |
| Rafael Troncoso    |              | 9                  | 36                 | 1              | 2                |
| Carlos Ulloa       |              | 6                  | 27                 | 2              | 2                |
| Total              | Total        | 126                | 591                | 44             | 41               |

## Datos de los clubes
| Equipos participantes |                                  |                          |                            |           |                |                        |
| Equipo | Entrenador                       | Ciudad                   | Estadio                    | Capacidad | Marca          | Patrocinador Principal |
| Audax Italiano | Jorge Pellicer                   | Santiago (La Florida)    | Bicentenario de La Florida | 12.000    | Dalponte       | Ideal                  |
| Cobresal | Rubén Vallejos                   | El Salvador              | El Cobre                   | 20.752    | Lotto          | PF                     |
| Colo-Colo | José Luis Sierra                 | Santiago (Macul)         | Monumental                 | 47.141    | Under Armour   | DirecTV                |
| Deportes Antofagasta | Beñat San José                   | Antofagasta              | Calvo y Bascuñán           | 21.178    | Cafu           | Escondida              |
| Deportes Iquique | Jaime Vera                       | Iquique                  | Tierra de Campeones        | 12.000    | Lotto          | UNAP                   |
| Huachipato | Hugo Vilches                     | Talcahuano               | CAP                        | 10.579    | Mitre          |                        |
| O'Higgins | Pablo Sánchez                    | Rancagua                 | El Teniente                | 15.600    | New Balance    | VTR                    |
| Palestino | Pablo Guede                      | Santiago (La Cisterna)   | Municipal de La Cisterna   | 12.000    | Training       | Bank Of Palestine      |
| San Luis de Quillota | Miguel Ramírez                   | Quillota                 | Lucio Fariña               | 7.703     | Dalponte       | CVU Transportes        |
| San Marcos de Arica | Marco Antonio Figueroa           | Arica                    | Carlos Dittborn            | 10.000    | Dalponte       | TPA                    |
| Santiago Wanderers | Emiliano Astorga / Alfredo Arias | Valparaíso               | Elías Figueroa Brander     | 25.000    | Mitre / Macron | TPS                    |
| Unión Española | Fernando Vergara                 | Santiago (Independencia) | Santa Laura U-SEK          | 23.755    | Joma           | Universidad SEK        |
| Unión La Calera | Miguel Riffo                     | La Calera                | Nicolás Chahuán            | 10.000    | Training       | PF                     |
| Universidad Católica | Mario Salas                      | Santiago (Las Condes)    | San Carlos de Apoquindo    | 14.000    | Umbro          | DirecTV                |
| Universidad de Chile | Martín Lasarte                   | Santiago (Ñuñoa)         | Estadio Nacional           | 48.665    | Adidas         | Claro                  |
| Universidad de Concepción | Ronald Fuentes                   | Concepción               | Municipal de Yumbel        | 3.000     | Dalponte       | PF                     |
| - Palestino utilizó el Estadio Nacional Julio Martínez Pradanos para partidos de alta convocatoria. - Unión La Calera utilizó el Elías Figueroa Brander para partidos de alta convocatoria. - Universidad de Concepción utilizó el Estadio CAP para partidos de alta convocatoria. |                                  |                          |                            |           |                |                        |
| Datos actualizados al día 25 de mayo de 2015 |                                  |                          |                            |           |                |                        |

### Cambios de entrenadores
Los entrenadores interinos aparecen en cursiva.
| Equipo               | Entrenador (jornadas)                                                    |
| -------------------- | ------------------------------------------------------------------------ |
| Deportes Antofagasta | José Miguel Cantillana (1-5) Sergio Marchant (6-8) Beñat San José (9-15) |
| Deportes Iquique     | Nelson Acosta (1-5) Erick Guerrero (6) Jaime Vera (7-15)                 |
| San Luis de Quillota | Mario Sciacqua (1-6) Miguel Ramírez (7-15)                               |
| Cobresal             | Arturo Norambuena (1-7) Rubén Vallejos (8-15)                            |
| Unión La Calera      | Ariel Pereyra (1-7) Jorge Díaz (8) Miguel Riffo (9-15)                   |
| Santiago Wanderers   | Emiliano Astorga (1-14) Alfredo Arias (15)                               |

- Los clubes que tendrán entrenadores interinos, será solamente hasta que se anuncie un nuevo entrenador, que reemplace a un entrenador renunciado o despedido de su cargo.

## Equipos por región
| Región               | N.º | Equipos                                                                                           |
| -------------------- | --- | ------------------------------------------------------------------------------------------------- |
| Región Metropolitana | 6   | Audax Italiano, Colo-Colo, Palestino, Unión Española, Universidad Católica y Universidad de Chile |
| Valparaíso           | 3   | San Luis, Santiago Wanderers y Unión La Calera                                                    |
| Biobío               | 2   | Huachipato y Universidad de Concepción                                                            |
| Arica y Parinacota   | 1   | San Marcos de Arica                                                                               |
| Tarapacá             | 1   | Deportes Iquique                                                                                  |
| Antofagasta          | 1   | Deportes Antofagasta                                                                              |
| Atacama              | 1   | Cobresal                                                                                          |
| O'Higgins            | 1   | O'Higgins                                                                                         |
| Total                | 16  |                                                                                                   |

| San Marcos de Arica Deportes Iquique Deportes Antofagasta Cobresal San Luis Unión La Calera Santiago Wanderers Equipos de Santiago O'Higgins Huachipato U. de Concepción |
| San Marcos de Arica Deportes Iquique Deportes Antofagasta Cobresal San Luis Unión La Calera Santiago Wanderers Equipos de Santiago O'Higgins Huachipato U. de Concepción |

| San Marcos de Arica Deportes Iquique Deportes Antofagasta Cobresal San Luis Unión La Calera Santiago Wanderers Equipos de Santiago O'Higgins Huachipato U. de Concepción |

| Audax Italiano Universidad de Chile Colo-Colo Universidad Católica Unión Española Palestino |

## Clasificación
| Pos. | Equipo                    | Pts. | PJ | G  | E | P  | GF | GC | Dif. |  |
| ---- | ------------------------- | ---- | -- | -- | - | -- | -- | -- | ---- |  |
| 1    | Colo-Colo (C)             | 33   | 15 | 11 | 0 | 4  | 24 | 14 | +10  |  |
| 2    | Universidad Católica      | 32   | 15 | 10 | 2 | 3  | 33 | 15 | +18  |  |
| 3    | Universidad de Concepción | 28   | 15 | 9  | 1 | 5  | 29 | 19 | +10  |  |
| 4    | Palestino                 | 28   | 15 | 8  | 4 | 3  | 23 | 17 | +6   |  |
| 5    | Audax Italiano            | 26   | 15 | 7  | 5 | 3  | 22 | 19 | +3   |  |
| 6    | Unión Española            | 24   | 15 | 7  | 3 | 5  | 30 | 20 | +10  |  |
| 7    | O'Higgins                 | 23   | 15 | 7  | 2 | 6  | 23 | 23 | 0    |  |
| 8    | Santiago Wanderers        | 20   | 15 | 5  | 5 | 5  | 20 | 19 | +1   |  |
| 9    | Cobresal                  | 18   | 15 | 6  | 0 | 9  | 23 | 28 | −5   |  |
| 10   | San Marcos de Arica       | 17   | 15 | 5  | 2 | 8  | 18 | 20 | −2   |  |
| 11   | Universidad de Chile CC   | 17   | 15 | 4  | 5 | 6  | 24 | 30 | −6   |  |
| 12   | Huachipato                | 16   | 15 | 4  | 4 | 7  | 16 | 21 | −5   |  |
| 13   | Deportes Iquique          | 16   | 15 | 4  | 4 | 7  | 20 | 28 | −8   |  |
| 14   | Unión La Calera           | 15   | 15 | 4  | 3 | 8  | 13 | 27 | −14  |  |
| 15   | San Luis de Quillota      | 13   | 15 | 4  | 1 | 10 | 18 | 24 | −6   |  |
| 16   | Deportes Antofagasta      | 11   | 15 | 2  | 5 | 8  | 11 | 23 | −12  |  |

Actualizado a los partidos jugados el 11 de enero de 2016.
 Fuente: RSSSF
     Campeón. Clasifica a la Copa Libertadores.
     Clasifica a la Liguilla Pre-Sudamericana.

## Evolución de la tabla de posiciones
| Equipo / Fecha            | 01 | 02 | 03 | 04 | 05 | 06 | 07 | 08 | 09 | 10 | 11 | 12 | 13 | 14 | 15 |
| ------------------------- | -- | -- | -- | -- | -- | -- | -- | -- | -- | -- | -- | -- | -- | -- | -- |
| Colo-Colo                 | 3  | 2  | 2  | 1  | 1  | 1  | 1  | 1  | 2  | 1  | 1  | 1  | 1  | 1  | 1  |
| Universidad Católica      | 1  | 3  | 3  | 2  | 4  | 2  | 2  | 2  | 3  | 2  | 2  | 2  | 2  | 2  | 2  |
| Universidad de Concepción | 2  | 1  | 1  | 3  | 2  | 3  | 3  | 3  | 1  | 3  | 3  | 3  | 3  | 3  | 3  |
| Palestino                 | 5  | 5  | 9  | 6  | 6  | 4  | 4  | 4  | 4  | 6  | 6  | 4  | 4  | 4  | 4  |
| Audax Italiano            | 8  | 12 | 12 | 13 | 9  | 8  | 10 | 8  | 7  | 5  | 5  | 6  | 6  | 7  | 5  |
| Unión Española            | 13 | 14 | 14 | 11 | 8  | 5  | 8  | 9  | 8  | 9  | 9  | 7  | 5  | 5  | 6  |
| O'Higgins                 | 14 | 11 | 7  | 5  | 3  | 6  | 5  | 7  | 6  | 4  | 4  | 5  | 7  | 6  | 7  |
| Santiago Wanderers        | 9  | 6  | 6  | 8  | 7  | 9  | 7  | 10 | 10 | 8  | 8  | 9  | 9  | 8  | 8  |
| Cobresal                  | 11 | 4  | 4  | 7  | 10 | 12 | 12 | 11 | 11 | 11 | 11 | 13 | 11 | 11 | 9  |
| San Marcos de Arica       | 7  | 10 | 8  | 10 | 12 | 11 | 9  | 5  | 5  | 7  | 7  | 8  | 8  | 9  | 10 |
| Universidad de Chile      | 10 | 9  | 5  | 4  | 5  | 7  | 6  | 6  | 9  | 10 | 10 | 11 | 13 | 13 | 11 |
| Huachipato                | 16 | 8  | 10 | 9  | 11 | 10 | 11 | 12 | 12 | 12 | 12 | 10 | 10 | 10 | 12 |
| Deportes Iquique          | 15 | 16 | 16 | 16 | 14 | 13 | 13 | 14 | 13 | 13 | 13 | 12 | 12 | 12 | 13 |
| Unión La Calera           | 4  | 7  | 11 | 12 | 13 | 14 | 14 | 13 | 14 | 15 | 14 | 15 | 15 | 14 | 14 |
| San Luis de Quillota      | 12 | 15 | 15 | 15 | 16 | 16 | 16 | 16 | 16 | 14 | 15 | 14 | 14 | 15 | 15 |
| Deportes Antofagasta      | 6  | 13 | 13 | 14 | 15 | 15 | 15 | 15 | 15 | 16 | 16 | 16 | 16 | 16 | 16 |

## Resultados
| Fecha 1                   | Fecha 1   | Fecha 1              | Fecha 1             | Fecha 1         | Fecha 1 |
| Local                     | Resultado | Visita               | Estadio             | Fecha           | Hora    |
| ------------------------- | --------- | -------------------- | ------------------- | --------------- | ------- |
| Unión Española            | 1 - 2     | Colo-Colo            | Santa Laura         | 25 de julio     | 12:30   |
| Santiago Wanderers        | 1 - 1     | San Marcos de Arica  | Elías Figueroa      | 25 de julio     | 18:00   |
| Unión La Calera           | 1 - 0     | O'Higgins            | Lucio Fariña        | 25 de julio     | 20:30   |
| Universidad de Concepción | 2 - 0     | Huachipato           | Yumbel              | 26 de julio     | 14:30   |
| Deportes Iquique          | 0 - 2     | Universidad Católica | Tierra de Campeones | 26 de julio     | 17:00   |
| Universidad de Chile      | 1 - 1     | Deportes Antofagasta | Nacional            | 26 de julio     | 19:30   |
| Audax Italiano            | 1 - 1     | Palestino            | La Florida          | 27 de julio     | 20:00   |
| Cobresal                  | 2 - 1     | San Luis             | El Cobre            | 6 de septiembre | 12:00   |

| Fecha 2              | Fecha 2   | Fecha 2                   | Fecha 2                 | Fecha 2         | Fecha 2 |
| Local                | Resultado | Visita                    | Estadio                 | Fecha           | Hora    |
| -------------------- | --------- | ------------------------- | ----------------------- | --------------- | ------- |
| Huachipato           | 2 - 1     | Deportes Iquique          | Huachipato - CAP        | 7 de agosto     | 20:00   |
| San Marcos de Arica  | 1 - 2     | Cobresal                  | Carlos Dittborn         | 8 de agosto     | 22:00   |
| San Luis             | 0 - 1     | Santiago Wanderers        | Lucio Fariña            | 9 de agosto     | 15:00   |
| Colo-Colo            | 4 - 1     | Audax Italiano            | Monumental              | 9 de agosto     | 17:30   |
| Palestino            | 2 - 1     | Unión Española            | La Florida              | 9 de agosto     | 20:00   |
| O'Higgins            | 2 - 2     | Universidad de Chile      | El Teniente             | 19 de agosto    | 16:30   |
| Deportes Antofagasta | 1 - 4     | Universidad de Concepción | Calvo y Bascuñán        | 6 de septiembre | 15:00   |
| Universidad Católica | 3 - 1     | Unión La Calera           | San Carlos de Apoquindo | 6 de septiembre | 17:30   |

| Fecha 3                   | Fecha 3   | Fecha 3              | Fecha 3             | Fecha 3      | Fecha 3 |
| Local                     | Resultado | Visita               | Estadio             | Fecha        | Hora    |
| ------------------------- | --------- | -------------------- | ------------------- | ------------ | ------- |
| Deportes Iquique          | 2 - 5     | O'Higgins            | Tierra de Campeones | 14 de agosto | 21:00   |
| Unión Española            | 2 - 2     | Huachipato           | Santa Laura         | 15 de agosto | 12:30   |
| Santiago Wanderers        | 2 - 2     | Universidad Católica | Elías Figueroa      | 15 de agosto | 15:30   |
| Unión La Calera           | 1 - 4     | San Marcos de Arica  | Nicolás Chahuán     | 15 de agosto | 18:00   |
| Audax Italiano            | 0 - 0     | Deportes Antofagasta | La Florida          | 15 de agosto | 20:30   |
| Cobresal                  | 2 - 3     | Colo-Colo            | La Portada          | 16 de agosto | 15:30   |
| Universidad de Chile      | 4 - 2     | San Luis             | Nacional            | 16 de agosto | 18:00   |
| Universidad de Concepción | 1 - 0     | Palestino]           | Yumbel              | 17 de agosto | 13:30   |

| Fecha 4              | Fecha 4   | Fecha 4                   | Fecha 4                 | Fecha 4      | Fecha 4 |
| Local                | Resultado | Visita                    | Estadio                 | Fecha        | Hora    |
| -------------------- | --------- | ------------------------- | ----------------------- | ------------ | ------- |
| Palestino            | 3 - 1     | Cobresal                  | La Cisterna             | 22 de agosto | 12:30   |
| Huachipato           | 1 - 1     | Unión La Calera           | Huachipato - CAP        | 22 de agosto | 15:00   |
| O'Higgins            | 1 - 0     | Santiago Wanderers        | El Teniente             | 22 de agosto | 17:30   |
| San Luis             | 0 - 0     | Audax Italiano            | Lucio Fariña            | 22 de agosto | 20:00   |
| San Marcos de Arica  | 0 - 1     | Universidad de Chile      | Carlos Dittborn         | 23 de agosto | 15:00   |
| Colo-Colo            | 1 - 0     | Deportes Iquique          | Monumental              | 23 de agosto | 17:30   |
| Universidad Católica | 2 - 1     | Universidad de Concepción | San Carlos de Apoquindo | 23 de agosto | 20:00   |
| Deportes Antofagasta | 0 - 2     | Unión Española            | Calvo y Bascuñán        | 24 de agosto | 20:00   |

| Fecha 5                   | Fecha 5   | Fecha 5              | Fecha 5             | Fecha 5      | Fecha 5 |
| Local                     | Resultado | Visita               | Estadio             | Fecha        | Hora    |
| ------------------------- | --------- | -------------------- | ------------------- | ------------ | ------- |
| Santiago Wanderers        | 3 - 1     | Huachipato           | Elías Figueroa      | 28 de agosto | 20:00   |
| Universidad de Concepción | 3 - 1     | Cobresal             | Yumbel              | 29 de agosto | 12:30   |
| Unión La Calera           | 1 - 2     | Audax Italiano       | Nicolás Chahuán     | 29 de agosto | 18:30   |
| Deportes Iquique          | 2 - 1     | San Luis             | Tierra de Campeones | 29 de agosto | 21:00   |
| Deportes Antofagasta      | 0 - 1     | Colo-Colo            | Calvo y Bascuñán    | 30 de agosto | 15:00   |
| Universidad de Chile      | 4 - 4     | Palestino            | Nacional            | 30 de agosto | 17:30   |
| Unión Española            | 2 - 0     | Universidad Católica | Santa Laura         | 30 de agosto | 20:00   |
| O'Higgins                 | 3 - 1     | San Marcos de Arica  | El Teniente         | 31 de agosto | 20:00   |

| Fecha 6              | Fecha 6   | Fecha 6                   | Fecha 6                 | Fecha 6          | Fecha 6 |
| Local                | Resultado | Visita                    | Estadio                 | Fecha            | Hora    |
| -------------------- | --------- | ------------------------- | ----------------------- | ---------------- | ------- |
| Cobresal             | 1 - 2     | Deportes Iquique          | El Cobre                | 12 de septiembre | 15:30   |
| Huachipato           | 1 - 0     | Deportes Antofagasta      | Huachipato - CAP        | 12 de septiembre | 18:00   |
| Universidad Católica | 5 - 0     | O'Higgins                 | San Carlos de Apoquindo | 13 de septiembre | 15:30   |
| San Luis             | 0 - 4     | Unión Española            | Lucio Fariña            | 13 de septiembre | 18:00   |
| Palestino            | 2 - 0     | Santiago Wanderers        | La Cisterna             | 14 de septiembre | 15:30   |
| Colo-Colo            | 3 - 1     | Unión La Calera           | Monumental              | 14 de septiembre | 19:30   |
| San Marcos de Arica  | 4 - 1     | Universidad de Concepción | Carlos Dittborn         | 14 de septiembre | 22:00   |
| Audax Italiano       | 3 - 1     | Universidad de Chile      | La Florida              | 15 de septiembre | 20:00   |

| Fecha 7              | Fecha 7   | Fecha 7                   | Fecha 7             | Fecha 7          | Fecha 7 |
| Local                | Resultado | Visita                    | Estadio             | Fecha            | Hora    |
| -------------------- | --------- | ------------------------- | ------------------- | ---------------- | ------- |
| Universidad de Chile | 2 - 1     | Cobresal                  | Nacional            | 23 de septiembre | 20:00   |
| Deportes Iquique     | 0 - 2     | Palestino                 | Tierra de Campeones | 25 de septiembre | 21:00   |
| Unión Española       | 2 - 4     | Universidad de Concepción | Santa Laura         | 26 de septiembre | 12:30   |
| Huachipato           | 0 - 1     | Universidad Católica      | Huachipato - CAP    | 26 de septiembre | 15:30   |
| Santiago Wanderers   | 3 - 0     | Unión La Calera           | Elías Figueroa      | 26 de septiembre | 18:00   |
| Deportes Antofagasta | 0 - 1     | San Marcos de Arica       | Calvo y Bascuñán    | 26 de septiembre | 20:30   |
| San Luis             | 0 - 1     | Colo-Colo                 | Elías Figueroa      | 27 de septiembre | 16:00   |
| O'Higgins            | 3 - 2     | Audax Italiano            | El Teniente         | 28 de septiembre | 20:00   |

| Fecha 8                   | Fecha 8   | Fecha 8              | Fecha 8                 | Fecha 8      | Fecha 8 |
| Local                     | Resultado | Visita               | Estadio                 | Fecha        | Hora    |
| ------------------------- | --------- | -------------------- | ----------------------- | ------------ | ------- |
| San Marcos de Arica       | 2 - 0     | Huachipato           | Carlos Dittborn         | 2 de octubre | 22:00   |
| Palestino                 | 1 - 0     | O'Higgins            | La Cisterna             | 3 de octubre | 12:30   |
| Universidad de Concepción | 1 - 0     | San Luis             | Yumbel                  | 3 de octubre | 15:30   |
| Universidad de Chile      | 1 - 1     | Unión Española       | Nacional                | 3 de octubre | 18:00   |
| Universidad Católica      | 2 - 1     | Colo-Colo            | San Carlos de Apoquindo | 4 de octubre | 12:00   |
| Cobresal                  | 2 - 0     | Santiago Wanderers   | El Cobre                | 4 de octubre | 15:30   |
| Unión La Calera           | 2 - 0     | Deportes Antofagasta | Nicolás Chahuán         | 4 de octubre | 18:00   |
| Audax Italiano            | 2 - 1     | Deportes Iquique     | La Florida              | 4 de octubre | 20:30   |

| Fecha 9                   | Fecha 9   | Fecha 9              | Fecha 9          | Fecha 9       | Fecha 9 |
| Local                     | Resultado | Visita               | Estadio          | Fecha         | Hora    |
| ------------------------- | --------- | -------------------- | ---------------- | ------------- | ------- |
| Cobresal                  | 1 - 2     | Audax Italiano       | El Cobre         | 15 de octubre | 15:00   |
| O'Higgins                 | 1 - 0     | Huachipato           | El Teniente      | 15 de octubre | 20:00   |
| San Luis                  | 6 - 2     | Palestino            | Lucio Fariña     | 16 de octubre | 20:00   |
| Deportes Antofagasta      | 2 - 1     | Universidad Católica | Calvo y Bascuñán | 17 de octubre | 12:30   |
| Santiago Wanderers        | 2 - 2     | Deportes Iquique     | Elías Figueroa   | 17 de octubre | 15:00   |
| Universidad de Concepción | 4 - 1     | Universidad de Chile | Huachipato - CAP | 18 de octubre | 15:00   |
| Colo-Colo                 | 0 - 1     | San Marcos de Arica  | Monumental       | 18 de octubre | 17:30   |
| Unión Española            | 4 - 0     | Unión La Calera      | Santa Laura      | 19 de octubre | 20:00   |

| Fecha 10             | Fecha 10  | Fecha 10                  | Fecha 10                | Fecha 10      | Fecha 10 |
| Local                | Resultado | Visita                    | Estadio                 | Fecha         | Hora     |
| -------------------- | --------- | ------------------------- | ----------------------- | ------------- | -------- |
| Unión Española       | 1 - 2     | O'Higgins                 | Santa Laura             | 24 de octubre | 12:30    |
| Deportes Iquique     | 1 - 1     | Deportes Antofagasta      | Tierra de Campeones     | 24 de octubre | 15:00    |
| Universidad de Chile | 0 - 1     | Santiago Wanderers        | Nacional                | 24 de octubre | 17:30    |
| Unión La Calera      | 0 - 2     | Cobresal                  | Nicolás Chahuán         | 24 de octubre | 20:00    |
| San Marcos de Arica  | 0 - 1     | San Luis                  | Carlos Dittborn         | 24 de octubre | 22:30    |
| Huachipato           | 1 - 2     | Colo-Colo                 | Huachipato - CAP        | 25 de octubre | 12:00    |
| Universidad Católica | 2 - 0     | Palestino                 | San Carlos de Apoquindo | 25 de octubre | 18:00    |
| Audax Italiano       | 2 - 1     | Universidad de Concepción | La Florida              | 26 de octubre | 20:30    |

| Fecha 11                  | Fecha 11  | Fecha 11             | Fecha 11        | Fecha 11       | Fecha 11 |
| Local                     | Resultado | Visita               | Estadio         | Fecha          | Hora     |
| ------------------------- | --------- | -------------------- | --------------- | -------------- | -------- |
| San Marcos de Arica       | 1 - 1     | Unión Española       | Carlos Dittborn | 30 de octubre  | 22:00    |
| Colo-Colo                 | 2 - 0     | Universidad de Chile | Monumental      | 31 de octubre  | 12:00    |
| Universidad de Concepción | 1 - 1     | Deportes Iquique     | Yumbel          | 31 de octubre  | 16:00    |
| O'Higgins                 | 1 - 1     | Deportes Antofagasta | El Teniente     | 31 de octubre  | 18:30    |
| Palestino                 | 1 - 1     | Unión La Calera      | La Cisterna     | 1 de noviembre | 12:00    |
| Cobresal                  | 2 - 5     | Universidad Católica | El Cobre        | 1 de noviembre | 16:00    |
| Audax Italiano            | 1 - 1     | Santiago Wanderers   | La Florida      | 1 de noviembre | 18:30    |
| San Luis                  | 2 - 3     | Huachipato           | Lucio Fariña    | 2 de noviembre | 20:00    |

| Fecha 12             | Fecha 12  | Fecha 12                  | Fecha 12                | Fecha 12       | Fecha 12 |
| Local                | Resultado | Visita                    | Estadio                 | Fecha          | Hora     |
| -------------------- | --------- | ------------------------- | ----------------------- | -------------- | -------- |
| Deportes Antofagasta | 0 - 2     | Palestino                 | Calvo y Bascuñán        | 6 de noviembre | 16:30    |
| Universidad Católica | 5 - 1     | San Marcos de Arica       | San Carlos de Apoquindo | 6 de noviembre | 19:00    |
| Deportes Iquique     | 5 - 3     | Universidad de Chile      | Elías Figueroa          | 7 de noviembre | 12:30    |
| Unión La Calera      | 0 - 2     | San Luis                  | Nicolás Chahuán         | 7 de noviembre | 15:00    |
| Colo-Colo            | 2 - 1     | O'Higgins                 | Monumental              | 7 de noviembre | 17:30    |
| Huachipato           | 2 - 0     | Cobresal                  | Huachipato - CAP        | 7 de noviembre | 20:00    |
| Unión Española       | 3 - 2     | Audax Italiano            | Santa Laura             | 9 de noviembre | 18:30    |
| Santiago Wanderers   | 1 - 2     | Universidad de Concepción | Elías Figueroa          | 9 de noviembre | 21:00    |

| Fecha 13                  | Fecha 13  | Fecha 13             | Fecha 13            | Fecha 13        | Fecha 13 |
| Local                     | Resultado | Visita               | Estadio             | Fecha           | Hora     |
| ------------------------- | --------- | -------------------- | ------------------- | --------------- | -------- |
| Audax Italiano            | 2 - 2     | Huachipato           | La Florida          | 20 de noviembre | 21:00    |
| Cobresal                  | 3 - 1     | Deportes Antofagasta | El Cobre            | 21 de noviembre | 16:00    |
| Palestino                 | 2 - 0     | Colo-Colo            | Nacional            | 21 de noviembre | 18:30    |
| Santiago Wanderers        | 1 - 2     | Unión Española       | Elías Figueroa      | 21 de noviembre | 21:00    |
| Universidad de Chile      | 2 - 2     | Universidad Católica | Nacional            | 22 de noviembre | 16:00    |
| Deportes Iquique          | 2 - 1     | San Marcos de Arica  | Tierra de Campeones | 22 de noviembre | 19:00    |
| San Luis                  | 2 - 1     | O'Higgins            | Lucio Fariña        | 22 de noviembre | 21:30    |
| Universidad de Concepción | 1 - 2     | Unión La Calera      | Yumbel              | 23 de noviembre | 17:00    |

| Fecha 14             | Fecha 14  | Fecha 14                  | Fecha 14         | Fecha 14        | Fecha 14 |
| Local                | Resultado | Visita                    | Estadio          | Fecha           | Hora     |
| -------------------- | --------- | ------------------------- | ---------------- | --------------- | -------- |
| Deportes Antofagasta | 2 - 2     | Santiago Wanderers        | Calvo y Bascuñán | 26 de noviembre | 19:30    |
| San Marcos de Arica  | 0 - 1     | Audax Italiano            | Carlos Dittborn  | 26 de noviembre | 22:00    |
| Universidad Católica | 1 - 0     | San Luis                  | San Carlos       | 29 de noviembre | 16:00    |
| Colo-Colo            | 1 - 0     | Universidad de Concepción | Monumental       | 29 de noviembre | 16:00    |
| Unión La Calera      | 1 - 0     | Universidad de Chile      | Lucio Fariña     | 29 de noviembre | 19:00    |
| Unión Española       | 3 - 0     | Deportes Iquique          | Santa Laura      | 29 de noviembre | 21:30    |
| Huachipato           | 0 - 0     | Palestino                 | Huachipato - CAP | 30 de noviembre | 18:30    |
| O'Higgins            | 2 - 0     | Cobresal                  | El Teniente      | 30 de noviembre | 21:00    |

| Fecha 15                  | Fecha 15  | Fecha 15             | Fecha 15            | Fecha 15       | Fecha 15 |
| Local                     | Resultado | Visita               | Estadio             | Fecha          | Hora     |
| ------------------------- | --------- | -------------------- | ------------------- | -------------- | -------- |
| San Luis                  | 1 - 2     | Deportes Antofagasta | Lucio Fariña        | 3 de diciembre | 20:00    |
| Palestino                 | 1 - 0     | San Marcos de Arica  | La Cisterna         | 5 de diciembre | 15:30    |
| Cobresal                  | 3 - 1     | Unión Española       | El Cobre            | 5 de diciembre | 15:30    |
| Universidad de Concepción | 3 - 1     | O'Higgins            | Yumbel              | 5 de diciembre | 15:30    |
| Universidad de Chile      | 2 - 1     | Huachipato           | Nacional            | 5 de diciembre | 18:00    |
| Deportes Iquique          | 1 - 1     | Unión La Calera      | Tierra de Campeones | 5 de diciembre | 21:30    |
| Audax Italiano            | 1 - 0     | Universidad Católica | La Florida          | 6 de diciembre | 17:00    |
| Santiago Wanderers        | 2 - 1     | Colo-Colo (C)        | Elías Figueroa      | 11 de enero    | 18:00    |

### Partido pendiente entre Santiago Wanderers y Colo-Colo
A falta de una fecha para el final del torneo, Colo-Colo (33 ptos.) y Universidad Católica (32 ptos.) eran los únicos equipos con posibilidades de lograr el título. Ambos equipos debieron jugar sus respectivos partidos al mismo día y hora, el día 6 de diciembre a las 17:00, con el objeto de definir al campeón del mismo. Colo-Colo debía jugar ante Santiago Wanderers en el Estadio Elías Figueroa Brander de Valparaíso, mientras que la Universidad Católica debió jugar ante Audax Italiano en el Estadio Bicentenario de la comuna de La Florida.
Universidad Católica cayó derrotado de visita frente a Audax Italiano por 1-0, con gol de Sebastián Silva y un penal errado por Mark González, perdiendo así toda opción restante al título. Sin embargo, el partido entre Santiago Wanderers y Colo-Colo tuvo que ser suspendido antes de que este comenzara, debido a los reiterados incidentes entre las barras bravas de "Los Panzers" y la "Garra Blanca", las cuales incluso invadieron el campo de juego. El hecho generó controversia a nivel nacional debido a las bajas penas a las que se sometían ambos clubes por los incidentes, las cuales solo fueron de carácter simbólico y en ningún caso involucraba la pérdida de puntos, pese a que jugadores como Ezequiel Luna así lo pedían. De esta manera, Colo-Colo se coronó Campeón del Torneo de Apertura sin jugar su partido, al poder conservar el punto de diferencia que mantenía con Universidad Católica.
Sin embargo, y pese a la nula relevancia que adquirió el partido, éste debía jugarse conforme al reglamento de la ANFP. En un principio se iba a jugar en Valparaíso el día 9 de diciembre, pero se volvió a suspender debido a la falta de garantías argumentadas por la Gobernación de esa ciudad. Como segunda opción, se optó por jugar el 14 de diciembre en el Estadio Fiscal de Talca, pero nuevamente fue suspendido tras un reclamo de la Gobernación de Talca a la falta de planificación para que el partido se desarrollara en óptimas condiciones. Incluso Colo-Colo expresó su malestar con la ANFP por los días de vacaciones que se estaban restando a sus jugadores sin motivo, amenazando con utilizar un artículo del reglamento para postergar la Liguilla Pre-Sudamericana, aunque dichas amenazas no se concretaron. Antes de terminar el año, se barajó como opción jugar en el Estadio El Teniente de Rancagua, aunque quedó descartada de inmediato tras la negativa del Intendente de esa región.
Ya entrado 2016, como nueva opción se ofrecía jugar en el Estadio CAP de la ciudad de Talcahuano. Sin embargo, la opción quedó descartada a los pocos días ante la negativa del alcalde de esa ciudad de recibir ese partido, haciendo un llamado a ambos clubes a hacerse responsables del desarrollo de ese partido. Incluso se ha barajado la opción de jugar en el Estadio Malvinas Argentinas en la ciudad argentina de Mendoza, opción que no fue confirmada ni descartada por alguna entidad oficial.
Finalmente, y después de 36 días, el partido se jugó en el Estadio Elías Figueroa Brander, el día 11 de enero y sin público. Pese al resultado final, el término de este partido oficializó a Colo-Colo como el campeón del Torneo de Apertura, con lo que es la tercera vez en su historia (tras los títulos de 1972 y 1991) que el conjunto albo celebró un título nacional fuera de la ciudad de Santiago.
| Primera División 2015-16, Torneo Apertura, 15.ª fecha; 11 de enero de 2016, 18:00                                                                           | Santiago Wanderers | 2:1 (2:1) | Colo-Colo   | Elías Figueroa Brander, Valparaíso                    |                                                       |
| | Ramos 26', 41'     | Reporte   | Paredes 18' | Asistencia: sin espectadores Árbitro(s): Jorge Osorio | Asistencia: sin espectadores Árbitro(s): Jorge Osorio |
| El partido se disputó sin público asistente debido a los incidentes provocados en su día original, el 6 de diciembre de 2015 (suspendido por Enrique Osses) |                    |           |             |                                                       |                                                       |

## Campeón
|                                |
| Huemul de plata                |
|                                |
| Campeón Colo-Colo 31.er título |
|                                |

## Liguilla Pre-Sudamericana Apertura 2015
- Este "Mini-campeonato" o Post Temporada cuenta con la participación de 4 equipos, los cuales disputarán partidos de ida y vuelta, para definir al equipo que obtendrá el cupo de "Chile 1" para la Copa Sudamericana 2016, ya que a partir de esta temporada, el campeón de la Copa Chile MTS 2015 será clasificado para la Copa Libertadores 2016 como "Chile 3" y el subcampeón de la Copa Chile MTS 2015, irá como "Chile 4" a la Copa Sudamericana 2016.

- Quedarán inhabilitados de participar en la postemporada, los clubes que estén clasificados a la segunda fase de Copa Libertadores (fase de grupos). Dicha inhabilitación se verificará únicamente, cuando la participación en la postemporada, pueda significar que un mismo club, participe en los dos torneos internacionales (Copa Libertadores de América y Copa Sudamericana), en un mismo año calendario, con la excepción del campeón de la Copa Chile MTS.[20]

### Cuadro Principal
|  | Semifinal                 | Semifinal                 | Semifinal | Semifinal | Semifinal |   |                      | Final                | Final | Final | Final | Final |
|  |                           |                           |           |           |           |   |                      |                      |       |       |       |       |
|  | Universidad Católica      | Universidad Católica      | 1         | 2         | 3         |   |                      |                      |       |       |       |       |
|  | Audax Italiano            | Audax Italiano            | 2         | 0         | 2         |   |                      |                      |       |       |       |       |
|  |                           |                           |           |           |           |   | Universidad Católica | Universidad Católica | 1     | 4     | 5     |       |
|  |                           | Palestino                 | Palestino | 2         | 1         | 3 |                      |                      |       |       |       |       |
|  | Universidad de Concepción | Universidad de Concepción | 1         | 0         | 1         |   |                      |                      |       |       |       |       |
|  | Palestino                 | Palestino                 | 2         | 1         | 3         |   |                      |                      |       |       |       |       |

- Nota: En cada llave, el equipo ubicado en la primera línea es el que ejerce la localía en el partido de vuelta.

### Resultados
|  | Palestino      | 2 - 1 | Universidad de Concepción |  | Municipal de La Cisterna   | Claudio Puga   | 10 de diciembre | 17:30 | CDF Premium · CDF HD |
|  | Audax Italiano | 2 - 1 | Universidad Católica      |  | Bicentenario de La Florida | Julio Bascuñán | 10 de diciembre | 20:00 | CDF Premium · CDF HD |

|  | Universidad de Concepción | 0 - 1 | Palestino      |  | Municipal de Yumbel     | Roberto Tobar  | 13 de diciembre | 17:00 | CDF Premium · CDF HD |
|  | Universidad Católica      | 2 - 0 | Audax Italiano |  | San Carlos de Apoquindo | Eduardo Gamboa | 13 de diciembre | 19:30 | CDF Premium · CDF HD |

#### Final
|  | Palestino | 2 - 1 | Universidad Católica |  | Santa Laura Universidad-SEK | Julio Bascuñán | 17 de diciembre | 20:00 | CDF Premium · CDF HD |

|  | Universidad Católica | 4 - 1 | Palestino |  | San Carlos de Apoquindo | Eduardo Gamboa | 20 de diciembre | 19:30 | CDF Premium · CDF HD |

## Copa Libertadores
| Equipo               | Clasificado | Vía                           |
| -------------------- | ----------- | ----------------------------- |
| Colo-Colo            | Chile 2     | 1.º de la Liga                |
| Universidad de Chile | Chile 3     | Campeón de la Copa Chile 2015 |

## Copa Sudamericana
| Equipo               | Clasificado | Vía                                    |
| -------------------- | ----------- | -------------------------------------- |
| Universidad Católica | Chile 1     | Ganador Liguilla Pre-Sudamericana 2015 |

## Estadísticas

### Goleadores
| Top 10           | Top 10               | Top 10 |
| Jugador          | Equipo               | Goles  |
| ---------------- | -------------------- | ------ |
| Marcos Riquelme  | Palestino            | 11     |
| Pablo Calandria  | O'Higgins            | 9      |
| Carlos Salom     | Unión Española       | 9      |
| Esteban Paredes  | Colo-Colo            | 7      |
| Ronnie Fernández | Santiago Wanderers   | 7      |
| Felipe Mora      | Audax Italiano       | 6      |
| Ever Cantero     | Cobresal             | 6      |
| Gastón Lezcano   | O'Higgins            | 6      |
| César Cortés     | Palestino            | 6      |
| Carlos Escobar   | San Luis de Quillota | 6      |

| Tabla de goleadores completa | Tabla de goleadores completa | Tabla de goleadores completa |
| Jugador                      | Equipo                       | Goles                        |
| ---------------------------- | ---------------------------- | ---------------------------- |
| Patricio Vidal               | Unión La Calera              | 6                            |
| Roberto Gutiérrez            | Universidad Católica         | 6                            |
| Gustavo Canales              | Universidad de Chile         | 6                            |
| Fernando Manríquez           | Universidad de Concepción    | 6                            |
| Misael Dávila                | Deportes Iquique             | 5                            |
| Alejandro Fiorina            | San Luis de Quillota         | 5                            |
| Pablo Corral                 | San Marcos de Arica          | 5                            |
| Álvaro Ramos                 | Santiago Wanderers           | 5                            |
| Jeisson Vargas               | Universidad Católica         | 5                            |
| Mark González                | Universidad Católica         | 5                            |
| Gabriel Vargas               | Universidad de Concepción    | 5                            |
| Diego Valdés                 | Audax Italiano               | 4                            |
| Diego Vallejos               | Audax Italiano               | 4                            |
| Alejandro López              | Cobresal                     | 4                            |
| Johan Fuentes                | Cobresal                     | 4                            |
| César Fuentes                | Universidad Católica         | 4                            |
| David Llanos                 | Universidad Católica         | 4                            |
| Sebastián Ubilla             | Universidad de Chile         | 4                            |
| Jonathan Benítez             | Cobresal                     | 3                            |
| Emiliano Vecchio             | Colo-Colo                    | 3                            |
| Gonzalo Fierro               | Colo-Colo                    | 3                            |
| Martín Rodríguez             | Colo-Colo                    | 3                            |
| Marcos Aguirre               | Deportes Antofagasta         | 3                            |
| Manuel Villalobos            | Deportes Iquique             | 3                            |
| Angelo Sagal                 | Huachipato                   | 3                            |
| Javier Parraguez             | Huachipato                   | 3                            |
| Juan Ignacio Duma            | Huachipato                   | 3                            |
| Nicolás Orellana             | San Marcos de Arica          | 3                            |
| Sebastián Gularte            | San Marcos de Arica          | 3                            |
| Carlos Muñoz                 | Santiago Wanderers           | 3                            |
| Fabián Saavedra              | Unión Española               | 3                            |
| Juan Carlos Ferreyra         | Unión Española               | 3                            |
| Milovan Mirosevic            | Unión Española               | 3                            |
| Jorge Troncoso               | Universidad de Concepción    | 3                            |
| José Huentelaf               | Universidad de Concepción    | 3                            |
| Juan Cornejo                 | Audax Italiano               | 2                            |
| Sebastián Pol                | Audax Italiano               | 2                            |
| Sergio Santos                | Audax Italiano               | 2                            |
| Esteban Pavez                | Colo-Colo                    | 2                            |
| Jaime Valdés                 | Colo-Colo                    | 2                            |
| Jean Beausejour              | Colo-Colo                    | 2                            |
| César Pinares                | Deportes Iquique             | 2                            |
| Cristian Bogado              | Deportes Iquique             | 2                            |
| Ignacio Herrera              | Deportes Iquique             | 2                            |
| Mathias Riquero              | Deportes Iquique             | 2                            |
| Luciano Vázquez              | Huachipato                   | 2                            |
| Emilio Zelaya                | O'Higgins                    | 2                            |
| Ramón Fernández              | O'Higgins                    | 2                            |
| Enzo Gutiérrez               | Palestino                    | 2                            |
| Jonathan Zacaría             | Palestino                    | 2                            |
| Nicolás Maturana             | Palestino                    | 2                            |
| Álvaro Césped                | San Luis de Quillota         | 2                            |
| Boris Sagredo                | San Luis de Quillota         | 2                            |
| Nicolás Bubas                | San Marcos de Arica          | 2                            |
| Nicolás Fagundez             | San Marcos de Arica          | 2                            |
| Paulo Rosales                | Santiago Wanderers           | 2                            |
| Kevin Harbottle              | Unión Española               | 2                            |
| Nicolás Berardo              | Unión Española               | 2                            |
| Sergio López                 | Unión Española               | 2                            |
| Maximiliano Bajter           | Unión La Calera              | 2                            |
| Christian Bravo              | Universidad Católica         | 2                            |
| Diego Rojas                  | Universidad Católica         | 2                            |
| Guillermo Maripán            | Universidad Católica         | 2                            |
| Michael Ríos                 | Universidad Católica         | 2                            |
| Cristián Suárez              | Universidad de Chile         | 2                            |
| Leandro Benegas              | Universidad de Chile         | 2                            |
| Leonardo Valencia            | Universidad de Chile         | 2                            |
| Luis Felipe Pinilla          | Universidad de Chile         | 2                            |
| Patricio Rubio               | Universidad de Chile         | 2                            |
| Diego Churín                 | Universidad de Concepción    | 2                            |
| Diego Guastavino             | Universidad de Concepción    | 2                            |
| Felipe Reynero               | Universidad de Concepción    | 2                            |
| Michael Lepe                 | Universidad de Concepción    | 2                            |
| David Drocco                 | Audax Italiano               | 1                            |
| Matías Campos López          | Audax Italiano               | 1                            |
| Sebastián Silva              | Audax Italiano               | 1                            |
| Diego Silva                  | Cobresal                     | 1                            |
| Lino Maldonado               | Cobresal                     | 1                            |
| Luis Valenzuela              | Cobresal                     | 1                            |
| Pablo González               | Cobresal                     | 1                            |
| Patricio Jerez               | Cobresal                     | 1                            |
| Humberto Suazo               | Colo-Colo                    | 1                            |
| Juan Delgado                 | Colo-Colo                    | 1                            |
| Alejandro Delfino            | Deportes Antofagasta         | 1                            |
| Cristian Ivanobski           | Deportes Antofagasta         | 1                            |
| Gerson Martínez              | Deportes Antofagasta         | 1                            |
| Juan Gonzalo Lorca           | Deportes Antofagasta         | 1                            |
| Martín Gómez                 | Deportes Antofagasta         | 1                            |
| Matías Dituro                | Deportes Antofagasta         | 1                            |
| Rodrigo Riquelme             | Deportes Antofagasta         | 1                            |
| Ronald González              | Deportes Antofagasta         | 1                            |
| Carlos Soza                  | Deportes Iquique             | 1                            |
| Brayan Véjar                 | Huachipato                   | 1                            |
| Francisco Arrué              | Huachipato                   | 1                            |
| John Santander               | Huachipato                   | 1                            |
| Omar Merlo                   | Huachipato                   | 1                            |
| Rómulo Otero                 | Huachipato                   | 1                            |
| Albert Acevedo               | O'Higgins                    | 1                            |
| Braulio Leal                 | O'Higgins                    | 1                            |
| Hugo Droguett                | O'Higgins                    | 1                            |
| Pedro Muñoz                  | O'Higgins                    | 1                            |
| César Valenzuela             | Palestino                    | 1                            |
| Fernando Meza                | Palestino                    | 1                            |
| Francisco Alarcón            | Palestino                    | 1                            |
| Jonathan Zacaría             | Palestino                    | 1                            |
| Richard Paredes              | Palestino                    | 1                            |
| Guillermo Pacheco            | San Luis de Quillota         | 1                            |
| Jean Meneses                 | San Luis de Quillota         | 1                            |
| Sebastián Zúñiga             | San Luis de Quillota         | 1                            |
| Alejandro Vásquez            | San Marcos de Arica          | 1                            |
| Christian Jelves             | San Marcos de Arica          | 1                            |
| Luis Casanova                | San Marcos de Arica          | 1                            |
| Carlos González              | Santiago Wanderers           | 1                            |
| Gabriel Méndez               | Unión Española               | 1                            |
| Gonzalo Abán                 | Unión Española               | 1                            |
| Jason Flores                 | Unión Española               | 1                            |
| Nicolás Mancilla             | Unión Española               | 1                            |
| Óscar Hernández              | Unión Española               | 1                            |
| Pablo Galdames               | Unión Española               | 1                            |
| Benjamín Ruiz                | Unión La Calera              | 1                            |
| Ignacio Jeraldino            | Unión La Calera              | 1                            |
| Matías Arrúa                 | Unión La Calera              | 1                            |
| Matías Guardia               | Unión La Calera              | 1                            |
| Michael Silva                | Unión La Calera              | 1                            |
| Carlos Lobos                 | Universidad Católica         | 1                            |
| Cristián Álvarez             | Universidad Católica         | 1                            |
| Francisco Sierralta          | Universidad Católica         | 1                            |
| Stefano Magnasco             | Universidad Católica         | 1                            |
| Tomás Costa                  | Universidad Católica         | 1                            |
| Francisco Castro             | Universidad de Chile         | 1                            |
| Johnny Herrera               | Universidad de Chile         | 1                            |
| Matías Rodríguez             | Universidad de Chile         | 1                            |
| Paulo Magalhaes              | Universidad de Chile         | 1                            |
| Felipe Fritz                 | Universidad de Concepción    | 1                            |
| Ronald de la Fuente          | Universidad de Concepción    | 1                            |
| Waldo Ponce                  | Universidad de Concepción    | 1                            |

     Máximo goleador del campeonato.

#### Tripletas, pókers o manos
Aquí se encuentra la lista de tripletas o hat-tricks, póker de goles y manos (en general, tres o más goles anotados por un jugador en un mismo encuentro) convertidos en la temporada.
| Fecha     | Jugador           | Goles           | Local                | Resultado | Visitante            | Jornada |
| --------- | ----------------- | --------------- | -------------------- | --------- | -------------------- | ------- |
| 1/11/2015 | Roberto Gutiérrez | 15' · 26' · 75' | Cobresal             | 2 - 5     | Universidad Católica | 11      |
| 6/11/2015 | Jeisson Vargas    | 33' · 47' · 71' | Universidad Católica | 5 - 1     | San Marcos de Arica  | 12      |

### Equipo IdealEl Gráfico
El Equipo Ideal es un premio que se le entrega a los mejores jugadores del torneo y es organizado por el diario Chileno El Gráfico
| Posición  | Jugador         | Equipo                         |
| --------- | --------------- | ------------------------------ |
| Arquero   | Nicolás Peric   | Cobresal Audax Italiano        |
| Defensa   | Mathías Corujo  | Universidad de Chile           |
| Defensa   | Julio Barroso   | Colo-Colo                      |
| Defensa   | Germán Lanaro   | Palestino Universidad Católica |
| Defensa   | Jean Beausejour | Colo-Colo                      |
| Volante   | Jaime Valdés    | Colo-Colo                      |
| Volante   | Johan Fuentes   | Cobresal                       |
| Volante   | Mark González   | Universidad Católica           |
| Delantero | Gabriel Vargas  | Universidad de Concepción      |
| Delantero | Esteban Paredes | Colo-Colo                      |
| Delantero | Gustavo Canales | Universidad de Chile           |

En cursiva el mejor jugador del torneo

## Datos y más estadísticas

### Récords de Goles
- Primer gol del torneo: Anotado por Milovan Mirosevic, por Unión Española ante Colo Colo. (25 de julio)
- Último gol del torneo: Anotado por Álvaro Ramos, por Santiago Wanderers ante Colo Colo. (11 de enero de 2016)
- Gol más rápido: Anotado a los 21 segundos por Roberto Gutiérrez en el Universidad Católica 5 - 1 San Marcos de Arica. (Fecha 12)
- Gol más cercano al final del encuentro: Anotado en el minuto 96 por Roberto Gutiérrez en el Universidad Católica 2 - 1 Colo Colo. (Fecha 8)
- Mayor número de goles marcados en un partido: 8 goles.
  - Universidad de Chile 4 - 4 Palestino. (Fecha 5)
  - San Luis de Quillota 6 - 2 Palestino.  (Fecha 9)
  - Deportes Iquique 5 - 3 Universidad de Chile. (Fecha 12)
- Mayor victoria de local: Universidad Católica 5 - 0 O'Higgins. (Fecha 6)
- Mayor victoria de visita: San Luis de Quillota 0 - 4 Unión Española. (Fecha 6)

### Rachas de equipos
- Racha más larga de victorias: De 7 partidos
  - Colo Colo (Fecha 1 – 7)
- Racha más larga de partidos sin perder: De 7 partidos
  - Colo Colo (Fecha 1 – 7)
- Racha más larga de derrotas: De 5 partidos
  - Deportes Antofagasta (Fecha 4 – 8)
  - Cobresal (Fecha 3 – 7)
- Racha más larga de partidos sin ganar: De 8 partidos
  - Deportes Antofagasta (Fecha 1 – 8)
  - San Luis de Quillota (Fecha 1 – 8)

## Minutos Jugados por Juveniles
- El reglamento del Campeonato Nacional Primera División Temporada 2015-2016, señala en su artículo 34 inciso 3, que “en todos los partidos del campeonato, deberán incluir en la planilla de juego, a lo menos dos jugadores chilenos, nacidos a partir del 01 de julio de 1995”. Está obligación, también se extiende a la Copa Chile y a los torneos de la Primera B y la Segunda División Profesional.

- En la sumatoria de todos los partidos del campeonato nacional, separado el Apertura y Clausura, cada club deberá hacer jugar a lo menos, el equivalente al cincuenta por ciento (50%), de los minutos que dispute el club en el respectivo campeonato, sean estos de fase regular o postemporada a jugadores chilenos, nacidos a partir del 1 de julio de 1995. Para los efectos de la sumatoria, el límite a contabilizar por partido será de 90 minutos, según lo que consigne el árbitro en su planilla de juego”, apunta el reglamento. O sea, durante 675 minutos del certamen, los DT deberán tener en cancha a un juvenil.

- Los equipos que no cumplan con esta normativa, sufrirán la pérdida de tres puntos, más una multa de quinientas unidades de fomento (500UF), las cuales se descontarán tanto de la tabla de la fase regular, como en la tabla general acumulada.

| Audax Italiano                            | 675 | 811  | 0 | 100 |
| Cobresal                                  | 675 | 732  | 0 | 100 |
| Colo-Colo                                 | 675 | 902  | 0 | 100 |
| Deportes Antofagasta                      | 675 | 721  | 0 | 100 |
| Deportes Iquique                          | 675 | 724  | 0 | 100 |
| Huachipato                                | 675 | 1270 | 0 | 100 |
| O'Higgins                                 | 675 | 678  | 0 | 100 |
| Palestino                                 | 675 | 679  | 0 | 100 |
| San Luis de Quillota                      | 675 | 892  | 0 | 100 |
| San Marcos de Arica                       | 675 | 1280 | 0 | 100 |
| Santiago Wanderers                        | 675 | 706  | 0 | 100 |
| Unión Española                            | 675 | 928  | 0 | 100 |
| Unión La Calera                           | 675 | 921  | 0 | 100 |
| Universidad Católica                      | 675 | 764  | 0 | 100 |
| Universidad de Chile                      | 675 | 692  | 0 | 100 |
| Universidad de Concepción                 | 675 | 718  | 0 | 100 |
| Última actualización: 11 de enero de 2016 |     |      |   |     |

     Cumplieron con el reglamento.
     No cumplieron con el reglamento. Incurre en la pérdida de 3 puntos, más una multa de 500 UF.

## Asistencia en los estadios

### 20 partidos con mejor asistencia
| Fecha | Estadio                          | Ciudad                | Local                | Visita                    | Público |
| ----- | -------------------------------- | --------------------- | -------------------- | ------------------------- | ------- |
| 14    | Monumental                       | Macul (Santiago)      | Colo-Colo            | Universidad de Concepción | 37.200  |
| 11    | Monumental                       | Macul (Santiago)      | Colo-Colo            | Universidad de Chile      | 34.300  |
| 13    | Nacional Julio Martínez Prádanos | Ñuñoa (Santiago)      | Universidad de Chile | Universidad Católica      | 20.070  |
| 9     | Monumental                       | Macul (Santiago)      | Colo-Colo            | San Marcos de Arica       | 19.574  |
| 4     | Monumental                       | Macul (Santiago)      | Colo-Colo            | Deportes Iquique          | 16.354  |
| 5     | Nacional Julio Martínez Pradanos | Ñuñoa (Santiago)      | Universidad de Chile | Palestino                 | 14.610  |
| 12    | Monumental                       | Macul (Santiago)      | Colo-Colo            | O'Higgins                 | 14.300  |
| 15    | Nacional Julio Martínez Pradanos | Ñuñoa (Santiago)      | Universidad de Chile | Huachipato                | 13.244  |
| 1     | Nacional Julio Martínez Pradanos | Ñuñoa (Santiago)      | Universidad de Chile | Deportes Antofagasta      | 12.639  |
| 3     | Nacional Julio Martínez Pradanos | Ñuñoa (Santiago)      | Universidad de Chile | San Luis de Quillota      | 12.095  |
| 8     | Nacional Julio Martínez Prádanos | Ñuñoa (Santiago)      | Universidad de Chile | Unión Española            | 12.022  |
| 10    | Nacional Julio Martínez Prádanos | Ñuñoa (Santiago)      | Universidad de Chile | Santiago Wanderers        | 11.617  |
| 5     | Regional Calvo y Bascuñán        | Antofagasta           | Deportes Antofagasta | Colo-Colo                 | 11.357  |
| 2     | Monumental                       | Macul (Santiago)      | Colo-Colo            | Audax Italiano            | 10.953  |
| 14    | San Carlos de Apoquindo          | Las Condes (Santiago) | Universidad Católica | San Luis de Quillota      | 10.879  |
| 8     | San Carlos de Apoquindo          | Las Condes (Santiago) | Universidad Católica | Colo-Colo                 | 10.641  |
| 3     | Bicentenario La Portada          | La Serena             | Cobresal             | Colo-Colo                 | 9.984   |
| 6     | Monumental                       | Macul (Santiago)      | Colo-Colo            | Unión La Calera           | 9.520   |
| 12    | San Carlos de Apoquindo          | Las Condes (Santiago) | Universidad Católica | San Marcos de Arica       | 9.410   |
| 10    | San Carlos de Apoquindo          | Las Condes (Santiago) | Universidad Católica | Palestino                 | 9.159   |